# Бально-ла-Гранж
Бально́-ла-Гранж, Бально-ла-Ґранж (фр. Balnot-la-Grange) — муніципалітет у Франції, у регіоні Гранд-Ест, департамент Об. Населення — 115 осіб (01.01.2021).
Муніципалітет розташований на відстані близько 170 км на південний схід від Парижа, 110 км на південь від Шалон-ан-Шампань, 36 км на південь від Труа.

## Історія
До 2015 року муніципалітет перебував у складі регіону Шампань-Арденни. Від 1 січня 2016 року належить до нового об'єднаного регіону Гранд-Ест.
У галло-римські часи три римські дороги йшли з Верто (Vertillum, важливий центр на південь від Кот-д'Ор) на північ. Один з цих шляхів проходив через Шорс через Бально-ла-Гранж. До 16 століття в Бально була лише комора, тобто ферма, що належала абатству Квінсі. Коли абатство не змогло відновити цю зруйновану комору, воно вирішило розділити землю і, згідно з угодою 1518 року, зробило подарунок кожному, хто бажав там оселитися. Пожертва складалася з арпенту на будівництво будинку і господарських будівель через ценз на житло, роялті на камін і право на обробку землі. Нові мешканці отримали право користуватися лісом і ставком, що належали абатству, і, крім того, заслужити звільнення від кріпацтва. Було обумовлено, що люди не можуть збиратися без дозволу настоятеля.

## Демографія
Динаміка населення (INSEE ):
Розподіл населення за віком та статтю (2006):
| Стать | Всього | До 15 років | 15-24 | 25-44 | 45-64 | 65-85 | Понад 85 |
| --- | ------ | ----------- | ----- | ----- | ----- | ----- | -------- |
| Чоловіки | 88     | 16          | 12    | 24    | 28    | 8     | 0        |
| Жінки | 84     | 20          | 0     | 24    | 20    | 16    | 4        |
| \| Статево-вікова піраміда \| Статево-вікова піраміда \| Статево-вікова піраміда \| \| ----------------------- \| ----------------------- \| ----------------------- \| \| Чоловіки \| Вік \| Жінки \| \| 0 \| 85 + \| 4 \| \| 4 \| 80-84 \| 12 \| \| 0 \| 75-79 \| 0 \| \| 4 \| 70-74 \| 0 \| \| 0 \| 65-69 \| 4 \| \| 0 \| 60-64 \| 0 \| \| 16 \| 55-59 \| 4 \| \| 8 \| 50-54 \| 12 \| \| 4 \| 45-49 \| 4 \| \| 4 \| 40-44 \| 0 \| \| 16 \| 35-39 \| 16 \| \| 4 \| 30-34 \| 8 \| \| 0 \| 25-29 \| 0 \| \| 8 \| 20-24 \| 0 \| \| 4 \| 15-20 \| 0 \| \| 8 \| 10-14 \| 4 \| \| 4 \| 5-9 \| 8 \| \| 4 \| 0-4 \| 8 \| |        |             |       |       |       |       |          |
| Статево-вікова піраміда |        |             |       |       |       |       |          |
| Чоловіки | Вік    | Жінки       |       |       |       |       |          |
| 0 | 85 +   | 4           |       |       |       |       |          |
| 4 | 80-84  | 12          |       |       |       |       |          |
| 0 | 75-79  | 0           |       |       |       |       |          |
| 4 | 70-74  | 0           |       |       |       |       |          |
| 0 | 65-69  | 4           |       |       |       |       |          |
| 0 | 60-64  | 0           |       |       |       |       |          |
| 16 | 55-59  | 4           |       |       |       |       |          |
| 8 | 50-54  | 12          |       |       |       |       |          |
| 4 | 45-49  | 4           |       |       |       |       |          |
| 4 | 40-44  | 0           |       |       |       |       |          |
| 16 | 35-39  | 16          |       |       |       |       |          |
| 4 | 30-34  | 8           |       |       |       |       |          |
| 0 | 25-29  | 0           |       |       |       |       |          |
| 8 | 20-24  | 0           |       |       |       |       |          |
| 4 | 15-20  | 0           |       |       |       |       |          |
| 8 | 10-14  | 4           |       |       |       |       |          |
| 4 | 5-9    | 8           |       |       |       |       |          |
| 4 | 0-4    | 8           |       |       |       |       |          |

## Економіка
2010 року серед 86 осіб працездатного віку (15—64 років) 64 були активними, 22 — неактивними (показник активності 74,4%, у 1999 році було 71,0%). З 64 активних мешканців працювали 62 особи (35 чоловіків та 27 жінок), безробітними було 2 (0 чоловіків та 2 жінки). Серед 22 неактивних 4 особи були учнями чи студентами, 12 — пенсіонерами, 6 були неактивними з інших причин.

У 2010 році в муніципалітеті числилось 64 оподатковані домогосподарства, у яких проживали 139,0 особи, медіана доходів виносила 17 876 євро на одного особоспоживача